# Jan Kodrębski
Jan Kodrębski (ur. 3 października 1936 w Piotrkowie Trybunalskim, zm. 19 marca 1997 w Łodzi) – polski prawnik, historyk myśli politycznej i prawnej, romanista, znawca kultury antycznej, od 1990 profesor nadzwyczajny Uniwersytetu Łódzkiego, od 1992 - profesor zwyczajny. 
Pochodził z zamożnej, żydowskiej rodziny fabrykantów. Był prawnukiem Joska (Józefa) Szpilfogla, a synem Markusa (Marka) Szpilfogla-Kodrębskiego i Rajzly z domu Dawidowicz. 
Dzieciństwo spędził w majątku ziemskim w Woli Krzysztoporskiej. W czasie II wojny światowej początkowo przebywał z matką w getcie w Częstochowie, a następnie ukrywał się. Po 1945 roku wraz z rodzicami znalazł się na Ziemiach Odzyskanych. Dzięki rodzinnym koneksjom przebywał przez pewien czas na leczeniu ortopedycznym w Genewie. Ukończył liceum w Jeleniej Górze. W 1954 roku podjął studia prawnicze na Uniwersytecie Łódzkim, gdzie już od 1955 roku podjął pracę naukową w zakresie historii gospodarczej. W 1958 roku, po zakończeniu studiów, został asystentem profesora Borysa Łapickiego w Katedrze Prawa Rzymskiego. W 1964 roku doktoryzował się, a w 1974 - habilitował. Od 1982 kierownik Katedry Prawa Rzymskiego na Wydziale Prawa Uniwersytetu Łódzkiego.
Wieloletni wykładowca prawa rzymskiego i historii doktryn politycznych i prawnych.
Pochowany na cmentarzu komunalnym Doły w Łodzi.

## Wybrane prace
- Sabinianie i Prokulianie. Szkoły prawa w starożytnym Rzymie (1974)
- Historia doktryn politycznych i prawnych (1974, wyd. 4 1980)
- Prawo rzymskie w Polsce XIX wieku (1990)